# GRB 970508
El GRB 970508 va ser un esclat de rajos gamma detectat el 8 de maig de 1997 a les 21:42 (UTC). Un esclat de rajos gamma (GRB, per l'acrònim anglès, de Gamma Ray Burst) és un centelleig de gran lluminositat associat a una explosió en una galàxia llunyana que produeix rajos gamma, la forma més energètica de radiació electromagnètica que normalment va seguida d'una duradora luminescència residual de radiació de longituds d'ona majors (rajos X, radiació ultraviolada, llum visible, radiació infraroja i radiofreqüència).
El GRB 970508 va ser detectat pel monitor d'esclats de rajos gamma del satèl·lit d'astronomia de rajos X BeppoSAX. L'astrònom Mark Metzger va determinar que el GRB 970508 va ocórrer almenys a 6.000 milions d'anys llum de la Terra; va ser el primer GRB del qual es va poder determinar la distància.
Fins aquest esclat els astrònoms no havien arribat a cap consens sobre la distància respecte a la Terra a la qual ocorren els GRB. Alguns donaven suport a la idea que ocorren dins de la Via Làctia però que no són observables degut a la seva baixa energia, i d'altres defensaven que es produeixen en altres galàxies, a distàncies astronòmiques, i que són extremadament energètics. Encara que la possibilitat que existeixin diversos tipus d'esclats de rajos gamma no convertia les dues teories en mútuament excloents, la mesura de la distància del GRB 970508 va situar inequívocament la font dels GRB fora de la Via Làctia, donant així per finalitzat el debat.
El GRB 970508 va ser també el primer esclat del qual es va observar una emissió posterior de radiofreqüència. Mitjançant l'anàlisi de la intensitat fluctuant dels senyals de ràdio, l'astrònom Dale Frail va calcular que la font de la radiació s'havia expandit a una velocitat propera a la de la llum: això aportà una prova concloent que els esclats de rajos gamma són explosions de tipus relativista.

## Descobriment

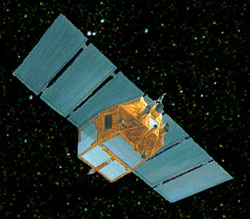
Representació artística del BeppoSAX en òrbita.

Un esclat de rajos gamma (GRB) és un centelleig de gran lluminositat amb producció de rajos gamma; és la forma més energètica de radiació electromagnètica. Els GRB van ser detectats per primera vegada el 1967 pels satèl·lits Vela, una sèrie de satèl·lits dissenyats per detectar explosions nuclears a l'espai. Freqüentment van seguits per una luminescència d'una durada bastant llarga de radiació de longituds d'ona majors (rajos X, ultraviolada, òptica, infraroja i ràdio). La primera vegada que es va detectar radiació de rajos X procedent de la luminescència residual d'un GRB va ser la del GRB 970228, detectada pel BeppoSAX, un satèl·lit italoneerlandès dissenyat originalment per estudiar els rajos X.
El dijous 8 de maig de 1997, el BeppoSAX va registrar un esclat de rajos gamma que va durar aproximadament 15 segons. També va ser detectat per la sonda espacial robòtica Ulysses, destinada a l'estudi del Sol, i pel Burst and Transient Source Experiment (BATSE) allotjat a l'Observatori de rajos gamma Compton. A més a més, va ser registrat també pel camp visual d'una de les càmeres de rajos X del BeppoSAX. Després de poques hores, l'equip responsable del BeppoSAX va localitzar l'origen de l'esclat en una petita àrea al voltant de la posició real amb un error de mesura d'aproximadament 10 minuts d'arc, la mesura més exacta aconseguida fins al moment.

## Observacions

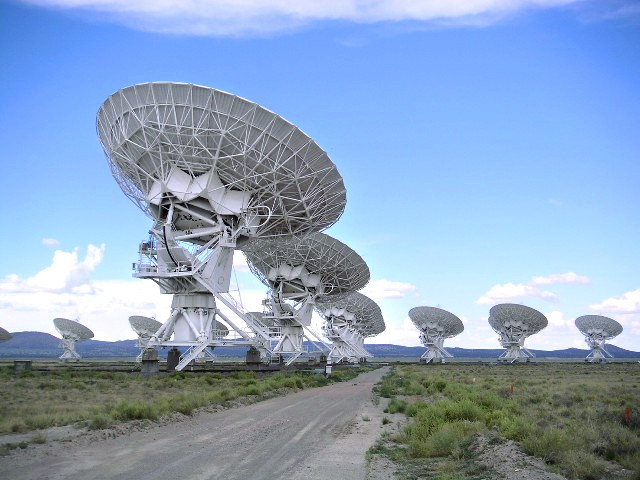
El Very Large Array de Nou Mèxic.

Una vegada determinada de manera aproximada la posició de l'esclat de rajos gamma, Enrico Costa, de l'equip del BeppoSAX, es va posar en contacte amb Dale Frail, que llavors treballava al Very Large Array del National Radio Astronomy Observatory a Nou Mèxic (Estats Units). Frail va començar a observar l'esclat a una longitud d'ona de 20 centímetres a la 1.30 UTC, menys de quatre hores després del descobriment. Mentre preparava les seves observacions, Frail es va posar en contacte amb Stanislav Djorgovski, que treballava en el telescopi Hale. Djorgovski va comparar immediatament les seves imatges de la regió amb d'altres més antigues procedents del Digitized Sky Survey, però no va trobar noves fonts de llum a la zona assenyalada per l'equip italià. Mark Metzger, col·lega de Djorgovski en l'Observatori de Caltech, va dur a terme una anàlisi més exhaustiva de les dades, però tampoc va ser capaç d'identificar noves fonts de radiació en l'espectre visible.
La tarda següent, Djorgovski va observar de nou la regió; va comparar les imatges de les dues nits, però dins la zona aproximada indicada pels astrònoms del BeppoSAX no hi apareixia cap objecte que hagués disminuït la seva lluminositat entre el 8 i el 9 de maig. Metzger es va adonar d'un objecte que havia augmentat la seva lluminositat, però va assumir que es tractava d'un estel variable, no de la lluminositat posterior a un esclat de rajos gamma. Titus Galama i Paul Groot, membres d'un equip d'investigació d'Amsterdam dirigit per Jan van Paradijs, van comparar les imatges preses per l'Observatori WIYN el 8 de maig i pel telescopi William Herschel el dia 9, però tampoc van poder trobar cap font de llum que hagués disminuït d'intensitat durant aquest període.
Després de descobrir la lluminositat latent del nou esclat, l'equip del BeppoSAX va informar d'una localització més acurada, i el que Metzger havia assumit, que era un estel variable, encara era factible dins aquest petit marge d'error. Tant l'equip de Caltech com el d'Amsterdam dubtaven de publicar o no alguna conclusió sobre la troballa. El 10 de maig, Howard Bond, de l'Space Telescope Science Institute, va publicar les seves pròpies observacions, que posteriorment es van confirmar com a part de la lluminositat visible derivada de l'esclat.

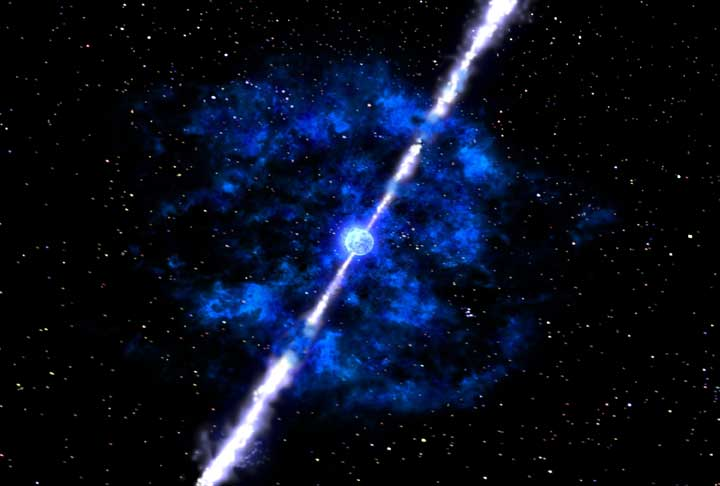
Impressió artística d'un esclat de rajos gamma.

Durant la nit entre el 10 i l'11 de maig de 1997 un dels companys de Metzger, Charles Steidel, va registrar l'espectre de l'objecte variable a l'Observatori W. M. Keck. Va enviar les dades a Metzger que, després d'identificar un sistema de línies d'absorció associades al magnesi i el ferro, va determinar un corriment roent de l'objecte de z = 0,8349 ± 0,0002, la qual cosa indicà que la llum de l'esclat va ser absorbida parcialment per matèria localitzada a aproximadament 6 millards (mil milions) d'anys llum de la Terra. Encara que amb aquestes mesures no es determinà el corriment roent del mateix esclat, la matèria absorbent havia d'estar per força situada entre l'origen de l'esclat i la Terra, la qual cosa implicava que l'esdeveniment s'havia produït com a mínim a aquesta distància. L'absència de boscos Lyman-alfa en l'espectre limitaren el corriment roent a z ≤ 2,3; investigacions posteriors de Daniel E. Reichart, de la Universitat de Chicago, van suggerir un z ≈ 1,09. Aquesta va ser la primera vegada que els científics van poder mesurar el corriment roent d'un esclat de rajos gamma. També es van obtenir nombrosos espectres visibles en l'Observatori de Calar Alto, a Espanya, en longituds d'ona de 4.300–7.100 Å (430–710 nm) i 3.500–8.000 Å (350–800 nm), però no es van identificar línies d'emissió.
El 13 de maig, cinc dies després de la primera detecció del GRB 970508, Frail va continuar amb les seves observacions de la zona d'emissió mitjançant el Very Large Array, a longituds d'ona de 3,5 cm, localitzant immediatament un fort senyal espectroscòpic. Després de 24 hores, el senyal a 3,5 cm es va fer significativament més fort i, a més a més, van aparèixer nous senyals a longituds d'ona de 6 i 21 cm. Aquesta va esdevenir la primera observació confirmada d'emissió de radiofreqüències per un esclat de rajos gamma.
Durant el mes següent, Frail va observar que la lluminositat de l'origen de les ones fluctuava significativament cada dia, però en mitjana creixia. Les fluctuacions no tenien lloc simultàniament en totes les longituds d'ona observades; això fou explicat per Jeremy Goodman, de la Universitat de Princeton, com a resultat de la curvatura de les ones de ràdio produïda pel seu viatge a través del plasma interestel·lar de la Via Làctia. Aquests «centelleigs» d'ones de ràdio (variacions ràpides en la lluminositat d'un objecte, en aquest cas en radiofreqüència) ocorren només quan la font té un diàmetre aparent de menys de 3 microsegons d'arc.

## Característiques

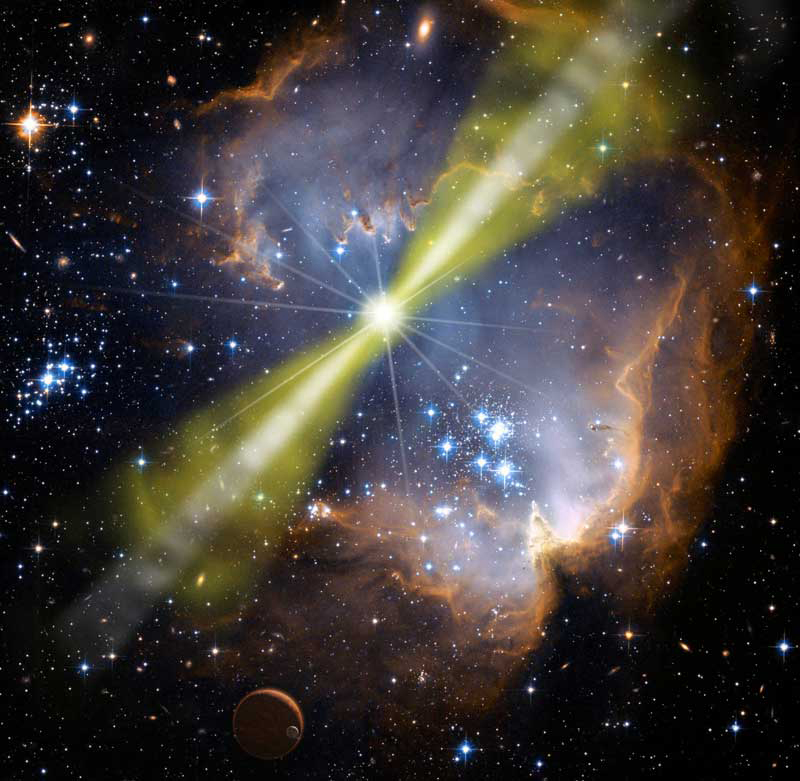
Il·lustració artística d'un esclat de rajos gamma en una zona de formació d'estels (GRB 080319B). L'energia de l'explosió es concentra en dos feixos estrets i de sentit oposat.

El monitor d'esclats de rajos gamma del BeppoSAX, operant en un rang d'energia de 40–700 keV, va registrar un flux lluminós de (1,85 ± 0,3) × 10-6 erg/cm² (1,85 ± 0,3 nJ/m²), mentre que la seva càmera de camp ample (2–26 keV) va captar un flux de (0,7 ± 0,1) × 10-6 erg/cm² (0,7 ± 0,1 nJ/m²). Finalment, l'Observatori de rajos gamma Compton (BATSE) (20–1000 keV) va registrar un flux de (3,1 ± 0,2) × 10-6 erg/cm² (3,1 ± 0,2 nJ/m²).
Aproximadament cinc hores després de l'esclat, la magnitud aparent de l'objecte —mesura logarítmica de la seva lluentor en la qual els valors alts indiquen opacitat— fou de 20,3 ± 0,3 en la banda U del sistema fotomètric (corresponent a la regió ultraviolada de l'espectre) i de 21.2 ± 0.1 en la banda R (la regió vermella). La lluminositat posterior va arribar al seu màxim en ambdues bandes aproximadament dos dies després de la primera detecció de l'esclat (19,6 ± 0,3 en la banda U a les 02:13 UTC de l'11 de maig, i 19,8 ± 0,2 en la banda R a les 20:55 UTC del dia anterior.
James I. Rhoads, astrònom de l'Observatori Nacional de Kitt Peak, també va analitzar l'esclat, arribant a la conclusió que no estava fortament col·limada en forma de raig de llum. Anàlisis posteriors realitzades per Frail i el seu equip van indicar que l'energia total alliberada per l'esclat havia estat d'aproximadament 5×1050 erg (5×1043 J), essent l'energia corresponent als rajos gamma, segons mesures de Rhoads, d'uns 3×1050 erg (3×1043 J). Aquests càlculs indiquen que els rajos gamma i l'energia cinètica emesos per l'esclat eren comparables, fet que sembla descartar els models de GRB que postulen la relativa ineficiència en la producció de rajos gamma d'aquests fenòmens astronòmics.

## Model d'emissió i escala de distància
Fins al descobriment del GRB 970508, entre la comunitat astronòmica, no s'havia arribat a un consens sobre la localització de l'origen i distància dels esclats de rajos gamma. Si bé l'aparent distribució isòtropa dels esclats suggeria que no ocorrien dins la Via Làctia, alguns astrònoms havien proposat la idea que tenien lloc dins l'halo esferoïdal de la nostra galàxia, indicant que els esclats són amb prou feines visibles perquè no són altament energètics. L'altra teoria possible es basa en el fet que els esclats ocorren en altres galàxies, situades a distàncies cosmològiques, i poden ser detectats perquè són extremadament energètics.
La mesura de la distància i els càlculs de l'energia total del GRB 970508 semblen recolzar inequívocament aquesta última teoria, que es va veure confirmada amb el descobriment a la galàxia amfitriona d'un altre esclat similar, el GRB 970228. En pocs mesos, la controvèrsia sobre la distància dels esclats va finalitzar: són esdeveniments extragalàctics originats dins de galàxies amb prou feines perceptibles i situades a enormes distàncies. Un any després, l'abril de 1998, l'esclat GRB 980425 va ser seguit per una brillant supernova (SN 1998bw), fet que indica una clara connexió entre els esclats de rajos gamma i les morts d'estels massius.

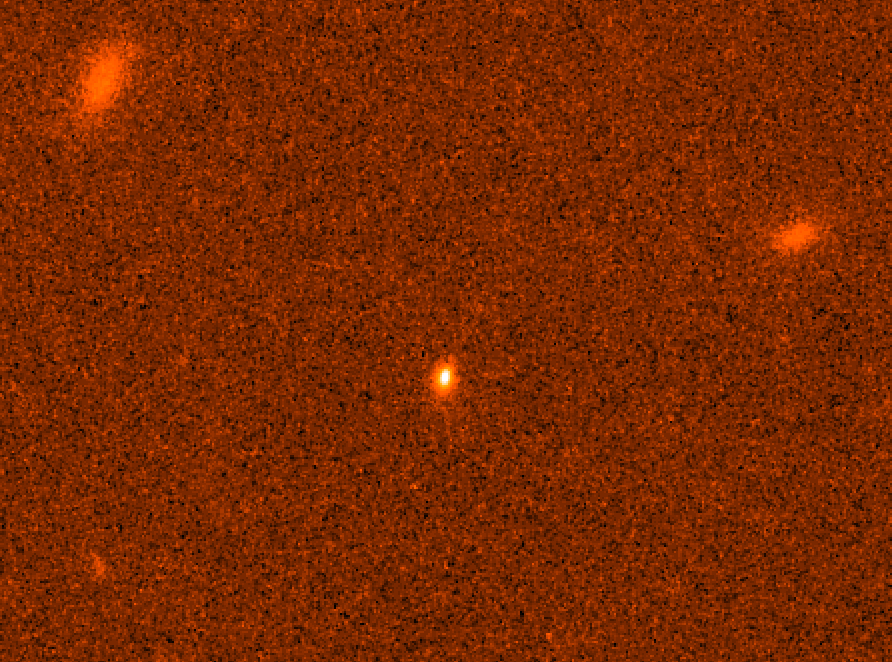
Imatge de la galàxia d'origen de GRB 970508 presa a l'agost de 1998.

Al llarg del mes de maig de 1997 els centelleigs de radiofreqüència es van anar tornant a poc a poc més febles fins que van cessar. Aquest fet implica que la font d'emissió es va expandir significativament en l'interval de temps entre la detecció i l'extinció de l'esclat. Utilitzant la distància coneguda a l'origen de l'esclat i el temps transcorregut abans de la fi dels centelleigs, Dale Frail va calcular que la font s'havia expandit a una velocitat propera a la de la llum. Aquesta va ser la primera prova convincent de la possible existència d'explosions relativistes.

## Galàxia d'origen
La lluminositat residual del GRB 970508 va arribar el seu màxim 19,82 dies després de la detecció de l'esclat. Posteriorment, va anar atenuant-se seguint una pendent potencial durant uns 100 dies, i tot seguit va desaparèixer totalment l'emissió d'ones, revelant l'amfitrió de l'esclat, una galàxia nana en un procés actiu de formació d'estels amb una magnitud aparent de V = 25,4 ± 0,15. Per a la galàxia es va utilitzar un model teòric on la lluentor superficial es redueix de forma exponencial, des del centre cap a l'exterior d'ella, en forma de disc exponencial d'el·lipticitat 0,70 ± 0,07. El corriment roent de la lluminositat latent del GRB 970508 es va calcular en z = 0,835, corresponent a un z de la galàxia amfitriona de 0,83, la qual cosa suggereix que, al contrari que altres esclats observats anteriorment, el GRB 970508 podria haver estat associat a un nucli galàctic actiu.